# Tom Kåre Nikolaisen
Tom Kåre Nikolaisen (født 29. december 1997 i Trondheim, Norge) er en norsk håndboldspiller, som spiller i Kolstad Håndball og på Norges herrehåndboldlandshold.
Han deltog under EM i håndbold 2020 i Sverige/Østrig/Norge.